# Trpišovice
Trpišovice (německy Terpischowitz) jsou Obec (obec v okrese Havlíčkův Brod v Kraji Vysočina. Žije zde 161 obyvatel. Obecní úřad se nachází v Koňkovicích.

## Historie
První písemná zmínka o vesnici pochází z roku 1453.
Roku 1545 si vesnici nechala do zemských desek zapsat Markéta Ledecká z Říčan jako součást ledečského panství.
V letech 1869–1961 k Trpošovicím patřila jako osada Bilantova Lhota, od roku 1961 je opět vedena jako část obce.

## Přírodní poměry
Podél řeky Sázavy se táhně přírodní rezervace Stvořidla.

## Obyvatelstvo
| Rok            | 1869 | 1880 | 1890 | 1900 | 1910 | 1921 | 1930 | 1950 | 1961 | 1970 | 1980 | 1991 | 2001 | 2011 | 2021 |
| -------------- | ---- | ---- | ---- | ---- | ---- | ---- | ---- | ---- | ---- | ---- | ---- | ---- | ---- | ---- | ---- |
| Počet obyvatel | 86   | 75   | 64   | 85   | 81   | 63   | 61   | 54   | 46   | 56   | 50   | 40   | 38   | 38   | 19   |
| Počet domů     | 10   | 9    | 9    | 10   | 11   | 12   | 11   | 13   | 86   | 11   | 10   | 12   | 14   | 16   | 16   |

## Části obce
- Trpišovice
- Bilantova Lhota
- Dobrovítova Lhota
- Koňkovice
- Remuta
- Smrčná